# 12711 Tukmit
12711 Tukmit (1991 BB) là một hành tinh vi hình Apollo. Nó được phát hiện bởi Jean Mueller ở Đài thiên văn Palomar tại quận San Diego, California vào ngày 19 tháng 1 năm 1991. Nó được đặt theo tên Tukmit, nhân vật trong thần thoại sáng thế của người Luiseño.